# Procesamiento de pulpa, papel y madera

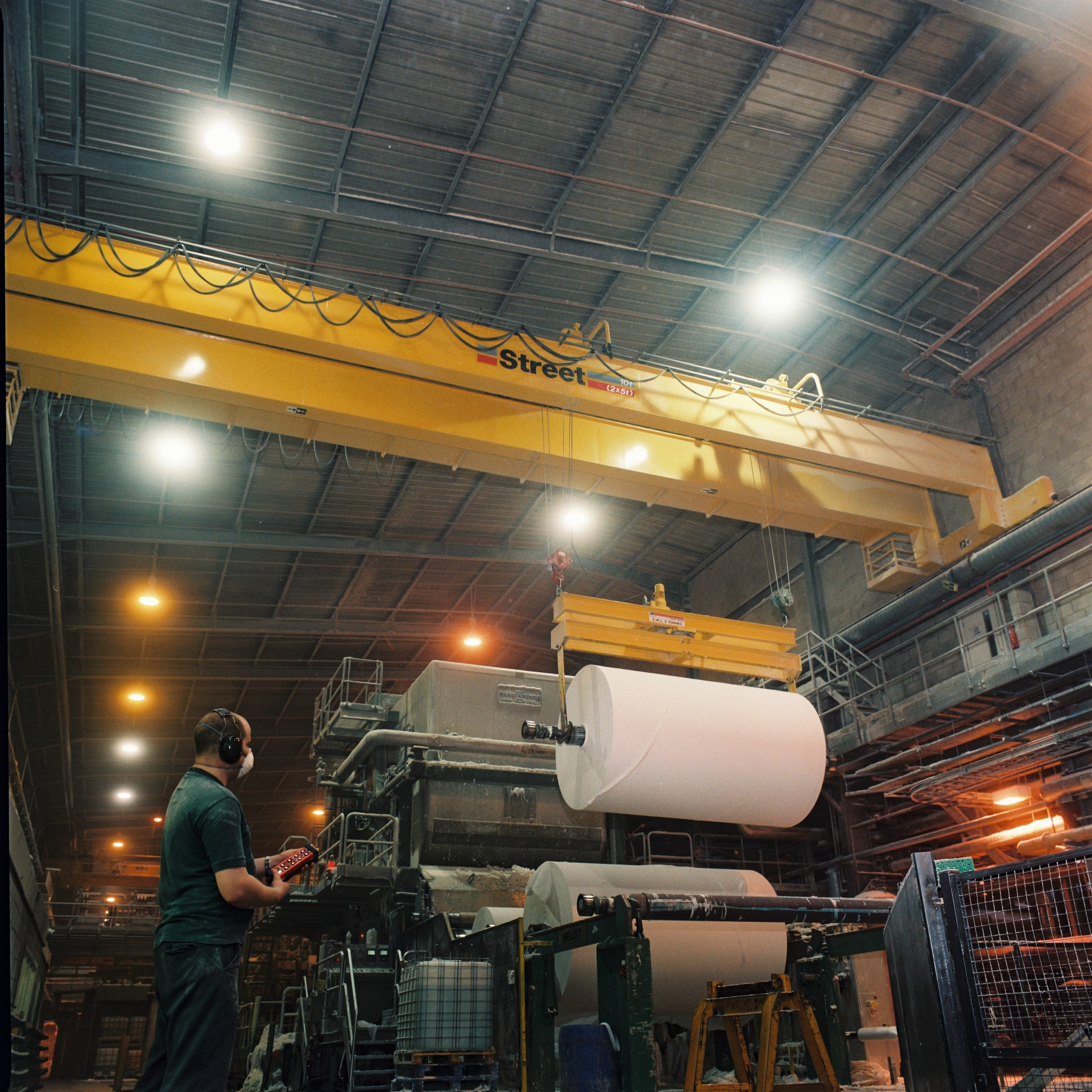
Fábrica moderna de papel

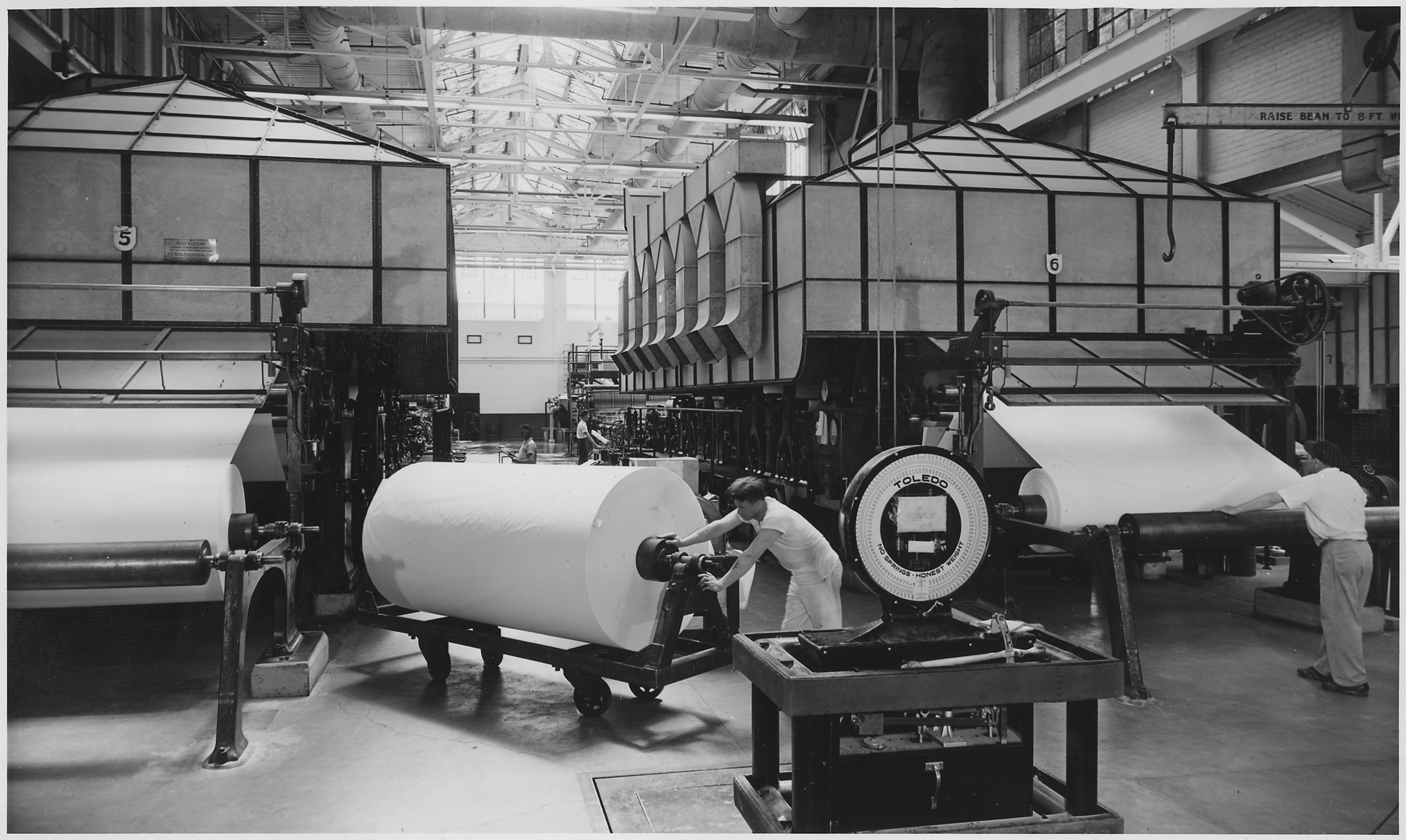
Antiguas instalaciones de fabricación de papel (ca. 1930)

Se puede dividir el procesamiento de la pulpa y el papel en dos etapas: 
- la producción de pulpa con una gran variedad de fibras provenientes de la madera, u otras plantas, o, en un volumen cada vez mayor, del papel reciclado; y,
- fabricación de productos de papel. Se utilizan cantidades menores de fibras sintéticas para papeles especiales.

La producción de papel puede realizarse conjuntamente con la producción de pulpa (fábricas de papel integradas), o separadamente, en cuyo caso, se compra la pulpa de las fábricas respectivas del país, o se la importa. En los países industrializados, la capacidad de las fábricas de pulpa rara vez es menor de 500 toneladas de pulpa por día. En los países en desarrollo, pueden ser de 50 toneladas por día o mes.
Los procesos de producción de pulpa son mecánicas, termomecánicas y químico-termo-mecánicas, o químicas, utilizando el proceso sulfito, kraft o kraft/sulfito. El Proceso Kraft es el dominante debido a su versatilidad y flexibilidad. Algunas de las plantas más antiguas emplean el proceso sulfito, que predominó hasta 1935, porque en ese tiempo se consideraba que la pulpa de sulfito era más barata y más fácil de producir que la de kraft.
En una fábrica de papel integrada, la lechada de pulpa se transporta por tubería directamente a las máquinas de papel. Las fábricas no integradas utilizan pulpa seca, mayormente. Se mezcla la pulpa seca con agua antes de introducirla a la fábrica de papel.
La madera es la materia prima fundamental para la producción de pulpa, pero se emplean, además, fibras vegetales como: paja, bagazo, rafia brava, papiro, sisal, lino, yute, etc. El papel de desecho es una materia prima cada vez más importante, especialmente para la producción de papel periódico y ciertos papel de seda, papel de cartas, revistas y cartón. El único tratamiento químico que se requiere, es la eliminación de la tinta, porque la mayoría del papel reciclado se reduce a pulpa mecánicamente.
Las fábricas de pulpa, a menudo, se instalan cerca de su fuente de materia prima, a saber, los bosques. Es importante manejar el bosque adecuadamente para asegurar que se tenga un suministro uniforme y sostenido de madera, y, también, porque la explotación de la madera es una de las operaciones más difíciles y peligrosas de la industria de papel.
- Wikilibros alberga un libro o manual sobre Impactos ambientales/Procesamiento de pulpa, papel y madera.

- Datos: Q6087126